# Live (311)
Live è un album dal vivo del gruppo musicale statunitense 311, pubblicato nel 1998.

## Tracce
1. Down – 3:14
2. Homebrew – 3:28
3. Beautiful Disaster – 4:04
4. Misdirected Hostility – 3:18
5. Freak Out – 3:49
6. Nix Hex – 5:03
7. Applied Science – 5:21
8. Omaha Stylee – 3:45
9. Tribute – 4:33
10. Galaxy – 2:58
11. Light Years – 2:51
12. Hydroponic – 5:17
13. Who's Got the Herb? – 3:56
14. Feels So Good – 4:22